# ناتانيل بيرج
كارل ناتانيل ريكسروث بيرج (بالسويدية: Natanael Berg)‏ (مواليد 9 فبراير 1879 ، ستوكهولم - وفيات 14 أكتوبر 1957 ، ستوكهولم) كان ملحن سويدي، درس الطب البيطري وبدأ تعلم الموسيقى عصامياً.
درس في وقت لاحق في كونسرفتوار ستوكهولم كتلميذ يوهان ليندغرين. حتى عام 1939 ، شغل منصب طبيب بيطري في الجيش السويدي وبعد ذلك أصبح ملحنًا مستقلاً.
ضمت أعماله خمسة أوبرات، وثلاثة باليه، وستة سمفونيات بالإضافة إلى العديد من القصائد السمفونية، كونشيرتو بيانو، كونشيرتو كمان، غناء للكمان والأوركسترا، وقطع للبيانو.

## قائمة للأعمال المختارة
- شاول وديفيد 1907
- إيروس سلام 1907
- قوات الحلم، قصيدة سيمفونية 1910